# Xã Grout, Michigan
Xã Grout (tiếng Anh: Grout Township) là một xã thuộc quận Gladwin, tiểu bang Michigan, Hoa Kỳ. Năm 2010, dân số của xã này là 1.964 người.